# ATP Challenger Chicoutimi
Der ATP Challenger Chicoutimi (offiziell: Chicoutimi Challenger) war ein Tennisturnier, das 1989 einmal in Chicoutimi, Kanada, stattfand. Es gehörte zur ATP Challenger Tour und wurde im Freien auf Sand gespielt.

## Liste der Sieger

### Einzel
| Jahr | Sieger          | Finalgegner     | Ergebnis      |
| ---- | --------------- | --------------- | ------------- |
| 1989 | Andrew Sznajder | Karsten Braasch | 7:6, 1:6, 6:1 |

### Doppel
| Jahr | Sieger                     | Finalgegner                 | Ergebnis      |
| ---- | -------------------------- | --------------------------- | ------------- |
| 1989 | Howard Endelman John Sobel | Karsten Braasch Willi Otten | 3:6, 6:4, 6:4 |